# تپه گرگ
تپه گرگ مربوط به صدر اسلام است و در فریمان، ۳ کیلومتری شمال غرب کارخانه قند فریمان واقع شده و این اثر در تاریخ ۱۷ مرداد ۱۳۸۳ با شمارهٔ ثبت ۱۱۰۲۹ به‌عنوان یکی از آثار ملی ایران به ثبت رسیده است.